# Carlos Torcuato de Alvear
Carlos Torcuato Diego de Alvear y Pacheco (Buenos Aires, 6 de febrero de 1860 - Buenos Aires, 2 de mayo de 1931) fue un hacendado y político argentino que llegó al cargo de intendente de la Ciudad de Buenos Aires entre 1907 y 1908.

## Biografía
Nacido en 1860, fue hijo del futuro primer intendente de Buenos Aires Torcuato de Alvear y hermano del futuro presidente Marcelo Torcuato de Alvear. Fue iniciado masón en 1885, y se casó en 1888 con María Elina González Moreno Halbach. 
Participó de la llamada Campaña del Desierto, bajo órdenes del general Julio Argentino Roca, y de la cual obtuvo tierras en la actual La Pampa; y en consecuencia formó parte de la Generación del 80. Se dedicó a la agricultura, y sus productos fueron premiados por su calidad en varias oportunidades. En 1896 fundó un pueblo en una porción de sus terrenos, y lo llamó Intendente Alvear en homenaje a su padre, fallecido en 1890.

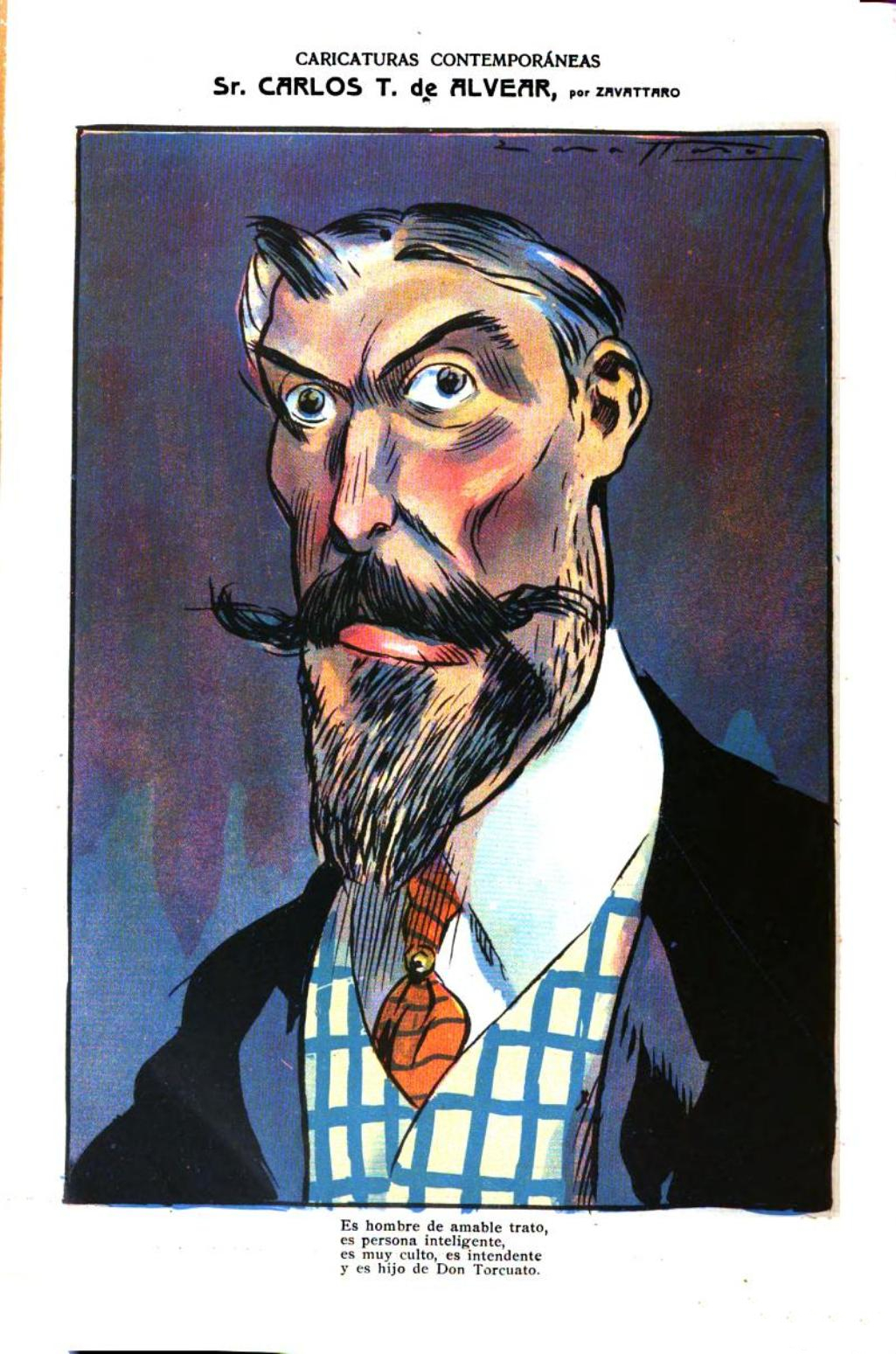
Caricaturizado por Zavattaro en la revista Caras y Caretas (1907)

En cuanto a la política, fue diplomático, ministro argentino en Bélgica y cónsul general en Lima. Fue designado intendente de Buenos Aires en 1907 por el presidente Victorino de la Plaza, quien había tomado el cargo del fallecido Manuel Quintana.
Los hechos más importantes de su gestión en la Capital Federal fueron la inauguración —el 22 de septiembre de 1907— del Zoológico del Sud en terreno del Parque de los Patricios (sería cerrado en 1939 para dar lugar al Hospital Churruca), el contrato por 50 años con la Compañía Alemana Transatlántica de Electricidad (CATE) por el manejo de la provisión de electricidad al alumbrado público de Buenos Aires, la confección de un Proyecto Municipal que pretendía la construcción de una red de tranvías subterráneos, el comienzo de la construcción del Barrio Butteler y el desarrollo de la Huelga de inquilinos de 1907.

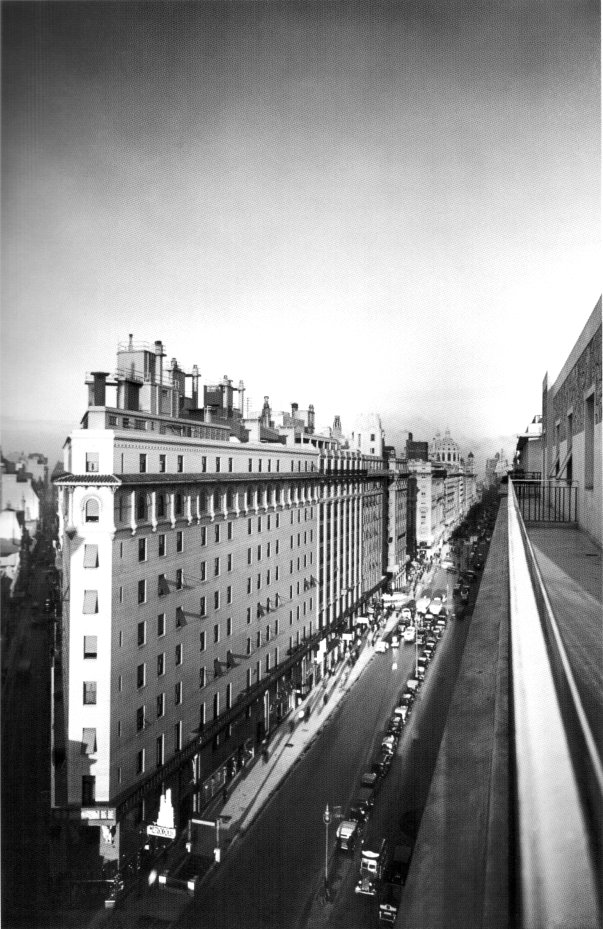
La Diagonal Norte en los años 1930. Era parte de un plan integral para toda la Ciudad que finalmente nunca se concretó.

También cabe destacar la importancia que le dio Alvear a la confección de plan urbano para la ciudad, ya que la expansión metropolitana se venía intensificando desde principios del siglo XX sin ningún tipo de debate urbanístico. Entre 1904 y 1909 más de 300.000 personas se habían incorporado al área recién anexada de la ciudad y los “nuevos barrios” eran ya una realidad constituida. 
Hasta ese entonces, los debates técnicos solo se limitaban a resolver los problemas de los sectores tradicionales. Esta posición se observa en numerosos planos de alternativas para las diagonales proyectadas en la zona céntrica. Durante la gestión Alvear, la Municipalidad de la Ciudad de Buenos Aires, encarga la realización de un plan urbanístico al arquitecto francés Joseph Bouvard, el encargado de Arquitectura y Paseos de la ciudad de París. En su "Plano de Mejoras" (1907-1909), Bouvard fue más allá de la zona céntrica y diseñó un ambicioso plan de avenidas diagonales uniendo diversos puntos en toda la ciudad. Se trataba de una propuesta integral para el conjunto de la nueva figura urbana, de acuerdo con la realidad de la primera ocupación suburbana realizada hasta entonces. Sin embargo, dicho proyecto jamás fue concretado, y finalmente solo se abrieron a lo largo de los años las avenidas Diagonal Sur y Diagonal Norte, de muy corto recorrido y función principalmente simbólica, al unir la Plaza de Mayo (Sede del Poder Ejecutivo) con la Plaza Lavalle (Sede del Poder Judicial).
Carlos Torcuato de Alvear murió en Buenos Aires en 1931. Sus restos se encuentran en el mausoleo de los Alvear del cementerio de la Recoleta, diseñado por el arquitecto Alejandro Christophersen.